# Xu Zhimo
Xu Zhimo (徐志摩; Haining, 15 gennaio 1897 – Jinan, 19 novembre 1931) è stato un poeta cinese.
Fondò la società letteraria Xin yueshi insieme a Hu Shi e ad altri poeti. Nei componimenti di Xu si rileva uno stile curato e tendenzialmente delicato. Avvicinatosi a elementi sempre più realistici (espressione della quotidianità di molte persone della Cina dell'epoca), inserì sempre maggiore sentimentalismo nelle sue opere. Esistono tre raccolte di Xu che contengono le sue principali poesie: Feiling zuiti yi ye del 1927, Chimo dishi del 1928 e Menghu ji del 1931.